# Saint-Paul-d’Espis
Saint-Paul-d’Espis település Franciaországban, Tarn-et-Garonne megyében. Lakosainak száma 561 fő (2022. január 1.). Saint-Paul-d’Espis Boudou, Castelsagrat, Moissac, Montesquieu, Saint-Clair és Saint-Vincent-Lespinasse községekkel határos.

## Népesség
A település népessége az elmúlt években az alábbi módon változott:
| Lakosok száma | 599  | 585  | 600  | 578  | 572  | 566  | 560  | 557  | 561  |
|               | 2013 | 2015 | 2016 | 2017 | 2018 | 2019 | 2020 | 2021 | 2022 |